# Fútbol en Cantabria

Bandera de Cantabria.

El fútbol, principalmente el masculino, es el deporte con más licencias en la comunidad autónoma de Cantabria, al igual que en el resto de España. Según el Instituto Nacional de Estadística el número de licencias en 2009 fue de 12 670, de las 61 613 en el conjunto de deportes. El fútbol es el deporte con más personas federadas en el país (692 094 en el año 2006) y el segundo más practicado a nivel popular y recreativo (en el año 2010 lo practicaba el 27,5 % de los españoles), según un estudio del Consejo Superior de Deportes del Ministerio de Educación y Ciencia. En 1999 había en la Federación Cántabra de Fútbol 13 571 licencias, siendo de estas 519 de árbitros y auxiliares y 559 de entrenadores y delegados, aparte de 220 campos (15 para fútbol siete).
Los orígenes del fútbol en Cantabria se remontan a finales del siglo xix, por el contacto con las tripulaciones de buques británicos y la actividad en el puerto de la bahía de Santander. El primer partido de fútbol en Cantabria se jugó en el Hipódromo de La Albericia el 11 de agosto de 1902, entre un grupo de jóvenes. El primer club de fútbol del que se tiene noticia, Cantabria Foot-ball Club, se fundó en Santander ese mismo año. A nivel de clubes destacan muy por encima del resto, el Real Racing Club de Santander y la Real Sociedad Gimnástica de Torrelavega, tanto en historia (son dos de los clubes, en activo, más antiguos de España), como en afición, logros u otros muchos aspectos.
La selección de España ha disputado 7 encuentros en Cantabria, siendo el último partido en 2008 ante Estados Unidos. A lo largo de su historia, Cantabria ha dado 24 jugadores internacionales a dicha selección. Por su parte la selección autonómica disputó su último encuentro en 2001 ante Estonia. La Federación Cántabra de Fútbol por su parte se fundó en 1922, tras separarse de la Federación Regional Norte que había decidido cambiar su nombre por el de Federación Vizcaína.

## Historia

### Inicios del fútbol en Cantabria

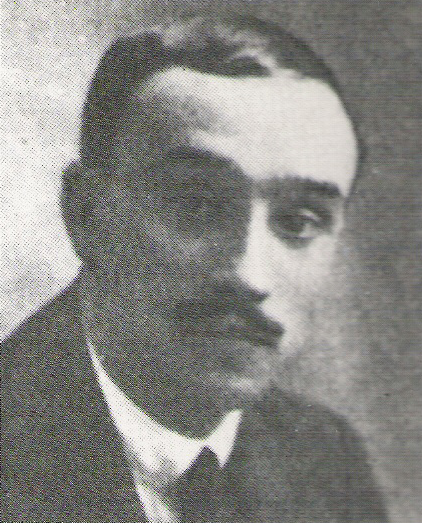
Ángel Sánchez Losada fue el primer presidente del Real Racing Club de Santander.

Los orígenes del fútbol en Cantabria se remontan a finales del siglo xix, por el contacto con las tripulaciones de buques británicos y la actividad en el puerto de la bahía de Santander. Las campas de La Albericia fueron el lugar donde se comenzó a practicar este deporte, relativamente nuevo en España, y que aquí llegó con algún retraso, porque los inicios del soccer se sitúan a finales de la década de 1880 en Huelva, practicado por los ingleses, quienes lo jugaban en todos los puertos a los que arribaban.
El primer partido de fútbol en Cantabria se jugó en el Hipódromo de La Albericia. La fecha señalada fue el 8 de agosto de 1902, pero hubo de ser suspendido, dado que a la misma hora se celebraría la batalla de flores del muelle de Santander. Tres días más tarde, el 11 de agosto, un grupo de jóvenes sport men, que habían organizado un club para practicar diversos deportes, preferentemente el foot-ball, consiguieron organizar el encuentro. Se organizó gracias a un anuncio en la prensa del grupo antes citado.
No se pudieron encontrar los 22 jugadores necesarios, por lo que decidieron formar dos equipos de nueve. No había árbitro, de modo que las faltas producidas las señalaban deportivamente los mismos jugadores. El resultado final fue de empate a dos goles. Nada más concluir el partido, sobre el mismo césped, los jugadores se pusieron de acuerdo para poner nombre al equipo: Cantabria Foot-ball Club. Además se decidió que el pantalón y la camiseta serían blancos con fajín rojo, los colores de la matrícula de los barcos de la región.
El 7 de septiembre de 1902 se jugó el primer partido oficial, con todos los requisitos. Antes de que se celebrasen las carreras de caballos en La Albericia, el numeroso público asistente tuvo la oportunidad de ver practicar esta nueva modalidad deportiva, que sorprendió a todos favorablemente. Los jugadores eran del Cantabria Foot-ball Club, hasta entonces único club de fútbol en la región, que se dividieron en dos equipos, diferenciándose por un lazo azul y otro encarnado. El partido se disputó en los terrenos de la familia Castañeda, cerca de la Segunda playa del Sardinero. Los tiempos de juego para este primer partido fueron de treinta minutos, separados por cinco de descanso. Debido a la ausencia de sus miembros el equipo desapareció, y algunos de ellos formaron el Santander Foot-ball Club.
En 1905 tuvo lugar el primer Campeonato Provincial. Aunque por entonces ya existían varios equipos, los únicos que se inscribieron fueron el Orión y la Sportiva Santanderina. El partido se jugó en la campa de La Magdalena y se impuso la Sportiva por ocho goles a cero. La existencia del Cantabria Foot-ball Club fue efímera. En enero de 1907 parte de los integrantes de la Unión Ciclista Santanderina decidieron empezar a practicar el fútbol durante los meses que no se organizaban carreras ciclistas, para fortalecer las piernas. El 21 de marzo varios de estos deportistas se separaron de la Unión Ciclista para dedicarse exclusivamente al fútbol, nombrando al noruego Federico Linaac como presidente de la entidad, el Santander Foot-ball Club, nombre que ya se había utilizado anteriormente. El club organizó la Copa Santander desde 1907, siendo éste el primer torneo de importancia en la región. Se pensó que La Albericia era un lugar inadecuado, por la distancia, y se escogió El Sardinero, alquilando un campo donde se ubica el actual estadio del Real Racing Club de Santander, aunque con la posición de las porterías cambiadas.

### Nacen la Gimnástica de Torrelavega y el Racing de Santander
El 28 de septiembre de 1907 se fundó la Gimnástica de Torrelavega, que es por tanto, el conjunto más antiguo de cuantos existen en la actualidad en Cantabria. Seis años más tarde, en 1913, nació el Racing de Santander, al tiempo que se inauguraban los Campos de Sport. El primer equipo, sin embargo, en participar en la Copa del Rey de Fútbol fue el Santander Foot-ball Club, que lo hizo en 1911 en los cuartos de final ante la Academia de Caballería, perdiendo por 1 a 0. Este equipo fue admitido en 1914 en la Federación Norte, disputando así su primer partido "federado" en los Campos de Sport el 1 de agosto contra el Athletic Club de Bilbao (1 a 3).
En los recién estrenados Campos de Sport se celebró un torneo a partir del 16 de febrero en el que participó un grupo de jóvenes que habitualmente jugaba en la Plaza de Pombo, con el nombre de Racing Club. Estos jugaron el día 23 ante el Strong y perdieron por 2 a 1, contra los que serían los campeones del torneo. El 14 de junio constituyeron el club con el nombre de Santander Racing Club, que en 1915 recibió a los jugadores del Santander Foot-ball Club, que se disolvió.
A partir de ese año se intensificó la actividad, que alcanzó su auge en la década de 1920, en la que se enfrentaron en el primer Campeonato Regional federado, con un total de 670 jugadores agrupados en 28 equipos que se repartieron en cinco circunscripciones geográficas y las siguientes tres categorías: en la Serie A Racing de Santander; en la Serie B Gimnástica de Torrelavega, Siempre Adelante, Unión Montañesa, Eclipse y Comercial; y en la Serie C, Barreda Sport, Deportivo Torrelavega, Buelna Sport, Campuzano, Racing de Reinosa, Reinosa FC, Unión Santoñesa, Muriedas, Arenas Sport de Escobedo, Club Deportivo Cudeyo de Solares, Cultural de Guarnizo, Las Presas Sport, New Club Nueva Montaña, Unión Club de Astillero, New Racing Club, Cantabria Foot-ball Club, Dep. Cántabro, Imperial, Montaña Sport, Radium, Albericia Sport y Unión Marítima. El campeón de la serie B ascendía de manera directa, mientras que el subcampeón se enfrentaba al primer clasificado de la serie C por una plaza en la serie A. Gimnástica y Unión Montañesa de Santander conseguirían esas dos plazas, este último al vencer al campeón de la serie C, el New Racing. El 1 de abril de 1923 comenzó la disputa de la serie A con estos dos equipos y el Racing, que se impuso finalmente en aquel primer torneo. También en 1922 se construyó el Estadio de El Malecón, inaugurado el 15 de agosto con la Reina Victoria Eugenia presente.
El Racing ganó todas las ediciones desde la de 1922-23 hasta la de 1930-31. La siguiente temporada, sin embargo, se disputó un Campeonato Astur-Cántabro y ganó el Oviedo, con el Racing en tercer lugar. Al año siguiente volvió a celebrarse el Campeonato Regional, pero en esta ocasión también lo disputó el Palencia, siendo el Racing otra vez el ganador. Las siguientes dos temporadas (1934-35 y 1935-36) el Racing jugó el Campeonato de Castilla-Aragón, en el cual fue segundo en la primera de las temporadas. Mientras, en Cantabria se disputó un Campeonato de categoría inferior, que no era clasificatorio para la Copa y ganó el Santoña. Tras la guerra civil española el Racing ganó en otras dos ocasiones y en la temporada 1940-41 el campeonato no fue valedero para disputar la Copa, adjudicándoselo el Deportivo Torrelavega. La última edición tampoco fue valedera para acceder a la Copa y se disputó en la categoría de Primera Regional, zona B, de la Federación Astur-montañesa, ganando el Rayo Cantabria.

### La Liga

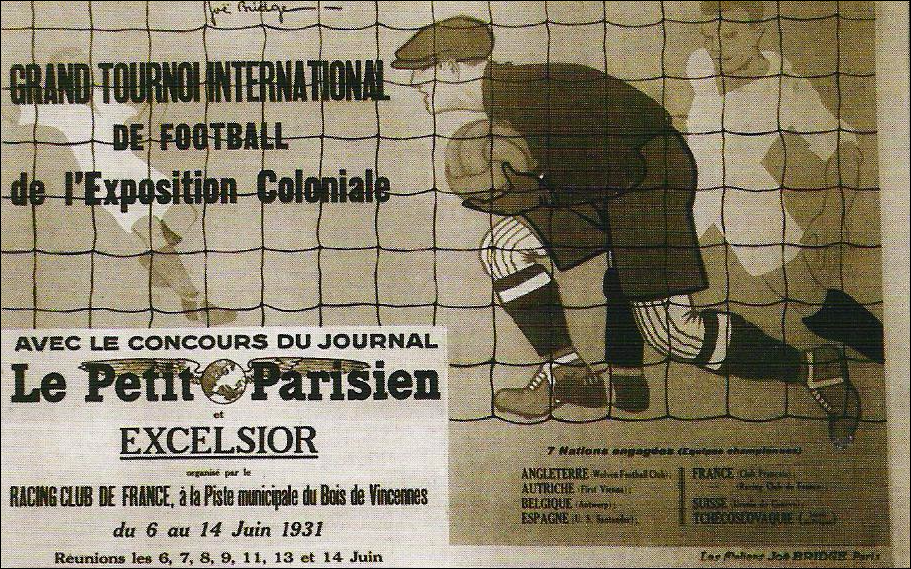
Cartel del Torneo Internacional de París (1931).

Sin embargo, el nivel de estas competiciones había disminuido, ya que desde la temporada 1928-29 se disputaba el campeonato de Liga a nivel nacional. Ese año el Racing disputó la Primera División, siendo uno de los fundadores de la categoría tras superar una promoción en Madrid. El conjunto cántabro se clasificó en la décima y última posición, imponiéndose en la promoción de permanencia al Sevilla, que había sido el campeón de Segunda División.
Aunque la guerra civil española en la región cántabra abarcó un año, terminó con toda actividad deportiva. Muchos jugadores murieron y otros se marcharon exiliados. A su término, muchos equipos desaparecieron, surgiendo otros nuevos como Buelna, Miramar, Deva, Numancia o Kostka, que dieron nuevo vigor a las competiciones regionales o los recién creados «barrios», torneos que gozaron de la predilección de los aficionados y de los que surgieron grandes futbolistas.
En las Ligas del periodo de la Segunda República, las clasificaciones del Racing fueron variadas. En la campaña de 1930-31 obtuvo el subcampeonato de Liga, empatado en 22 puntos con el campeón, el Athletic de Bilbao, y el tercero, la Real Sociedad. Esta ha sido la cota más alta conseguida por el club en toda su historia, entrenado por el inglés Firth Nottingham y presidido por Fernando Pombo. Tal éxito se vio refrendado con la participación en el Torneo Internacional de París, a cuya semifinal llegó, siendo vencido en ella (2-1) por el Slavia de Praga. En total, el Racing ha disputado 43 temporadas en 1.ª división, 32 en 2.ª, 1 en 2.ªB y 4 en 3.ª. En la Copa del Rey ha sido semifinalista en dos ocasiones y en la temporada 2008-09 consiguió participar por primera vez en su historia en la Copa de la UEFA, tras haber sido el año anterior 6.º en Liga.
La Gimnástica de Torrelavega también inscribió su nombre entre los fundadores de la primera Liga Nacional, militando en la Segunda División, donde terminó cuarta. En 1930 disputó la Copa y la Liga en la Tercera División, nombre con que pasó a denominarse el grupo B de la Segunda División. Su mejor temporada fue la de 1949-50, cuando estuvo a punto de subir a Primera División, pero finalmente fue derrotada en el último partido en Villagarcía de Arosa. En total ha disputado 9 temporadas en 2.ª división, 18 en 2.ªB y 43 en 3.ª, siendo su mejor clasificación en la Copa del Rey los octavos de final en dos ocasiones. Respecto al resto de equipos de la región sólo otros seis han disputado alguna vez la 2.ªB: el Racing B en 8 ocasiones, el Laredo, Noja y Tropezón en 2 y el Rayo Cantabria y el Santoña en 1. Además, otros 44 equipos han disputado por lo menos una temporada en categoría nacional. Tras la última categoría nacional (Tercera División, grupo III en Cantabria), se disputan además la Regional Preferente, la Primera Regional y la Segunda Regional. El torneo veraniego más importante ha sido el trofeo Príncipe Felipe, que en 1980 se llamó trofeo Ciudad de Santander, disputado por primera vez en 1971 y la última en 2005, en un total de trece ocasiones.

## Instalaciones

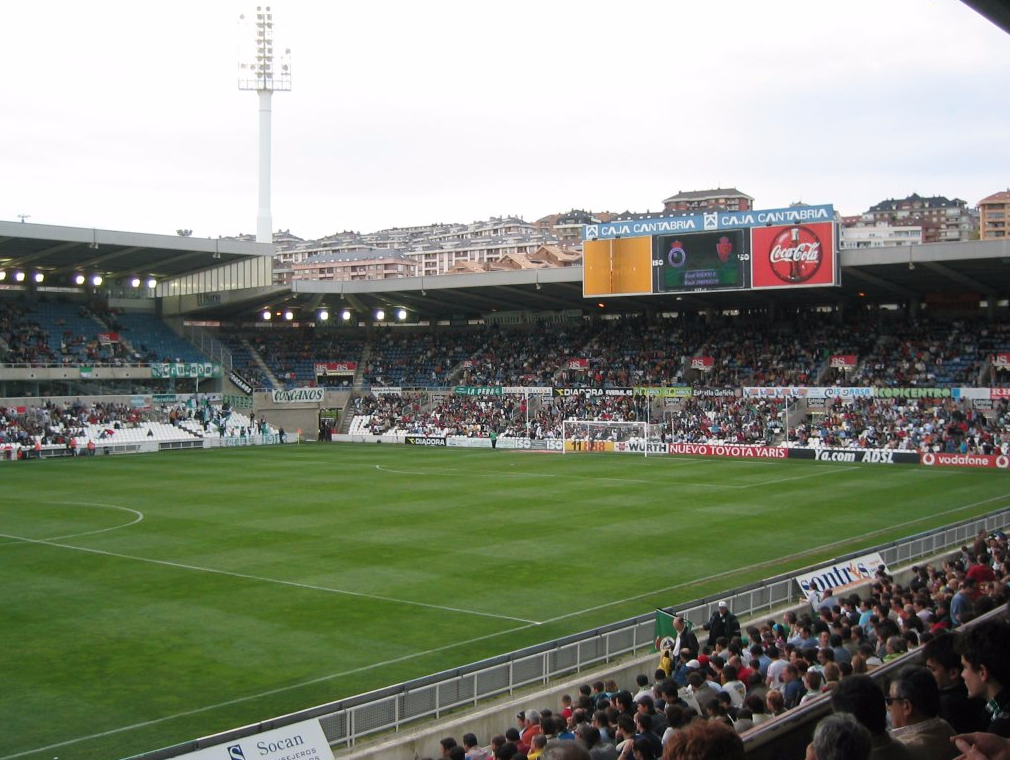
Campos de Sport de El Sardinero.

Unos de los campos más importantes de Cantabria fueron los viejos Campos de Sport de El Sardinero, inaugurados el 16 de febrero de 1913 con un torneo local. El estadio sirvió durante 75 años, hasta ser clausurado con el último encuentro de la temporada regular Racing-Granada (0-0), el 15 de mayo de 1988. El derribo tuvo lugar el 17 de junio. Una placa conmemorativa en el actual Parque de Mesones recuerda el lugar exacto. El nuevo estadio, el más grande de la región (22.124 espectadores), se construyó en los terrenos contiguos a los del anterior y fue bautizado con el mismo nombre. Fue inaugurado el 20 de agosto de 1988 por el entonces alcalde de Santander Manuel Huerta, siendo el presidente Emilio Bolado. El encuentro inaugural del estadio fue un partido disputado entre el Racing y el Real Oviedo.
El otro campo destacado de la comunidad es el Estadio de El Malecón, donde juega sus partidos como local la Gimnástica. Fue inaugurado en 1922, y en 2011 se terminarán las remodelaciones que han durado 2 años, tras las cuales se prevé una capacidad de 6007 espectadores. Además de estos dos campos, sólo el Estadio El Pilar y el Estadio Solvay superan los 5000 espectadores.

## Federación
Durante una asamblea de clubes de la Federación Regional Norte en agosto de 1922 se aprobó el cambio de nombre a Federación Vizcaína, donde los clubes de Cantabria estaban incluidos. Ante esta situación desigual, el 22 de octubre de 1922 un Comité compuesto por Domingo Solís Cagigal, José Beraza y Fermín Sánchez reunió a los delegados de los clubes inscritos —Racing, Siempre Adelante, Unión Montañesa, Eclipse, Comercial y Gimnástica— para crear el I Campeonato Regional Cántabro.
Al día siguiente se aprobó el reglamento y se creó el primer Comité de la Federación Cántabra de Fútbol, formado por Domingo Solís como presidente, Fermín Sánchez como vicepresidente, José Beraza como secretario, Pedro Sánchez como tesorero y Francisco Girón como vocal. El 9 de noviembre se anunciaron los inscritos al Campeonato en las diversas categorías de la competición, en total 670 jugadores de 28 clubes. El 8 de abril de 1923 se constituyó oficialmente la Federación. En 1960 había 1144 jugadores federados (56 profesionales, 420 aficionados y 668 juveniles) y 22 campos, mientras que en 1970 había 2635 jugadores (54 profesionales, 1163 aficionados y 1418 juveniles) y 44 campos. En 1999 había 13 571 licencias, siendo de estas 519 de árbitros y auxiliares y 559 de entrenadores y delegados, aparte de 220 campos (15 para fútbol siete).

## Selección cántabra
En 1915 se formó la llamada Selección Norte, que agrupaba jugadores del País Vasco y Cantabria y que ganó la Copa del Príncipe de Asturias, venciendo en Madrid por 1-0 a la Selección de Cataluña y empatando a uno con la Selección Centro. Al año siguiente no se presentaron a la 2.ª edición de la Copa del Príncipe de Asturias por no haber podido reunir a todos sus jugadores, pero poco después se enfrentaron en tres ocasiones a la Selección de Cataluña, a la que vencieron en dos ocasiones y empataron en la restante. 
Ese año la Federación Española de Fútbol acordó que los clubes de la Provincia de Santander abandonasen la Federación Norte para agregarse a la recién fundada Federación Cántabra, aunque volverían a reintegrase a ella dos años después. En ese período se tiene constancia de cuatro partidos de la Selección de fútbol de Cantabria: dos amistosos contra el País Vasco y la final triangular de la Copa del Príncipe de Asturias contra Cataluña y Centro, en los que cayó derrotada. Tras varios desacuerdos entre los clubes de Vizcaya y Guipúzcoa, en 1918 el Comité Nacional de la Federación Española acordó dividir la Federación Norte en estas dos regiones, siendo los cántabros incluidos en el llamado Campeonato Norte. En 1922 los equipos cántabros no aceptaron el cambio de nombre de la Federación Norte por Federación Vizcaína y crearon su propia liga y la selección de fútbol de Cantabria.
El primer partido de la Selección bajo el abrigo de la Federación, tuvo lugar dos años después, el 9 de marzo de 1924, contra la Selección de fútbol de Aragón en los antiguos Campos de Sport del Sardinero. El equipo vistió los colores de la entonces bandera marítima de la flota cántabra: camiseta roja, con el escudo formado por las letras F.R.C. (Federación Regional Cántabra) y pantalón blanco. El equipo estuvo formado por: Santiuste, Naveda, Montoya, Otero, Balaguer, Ortiz, Óscar, Barbosa y Gacituaga, por el Racing, y el guardameta Sainz y el extremo vasco Pagaza por el club decano de Cantabria, la Gimnástica de Torrelavega. El resultado fue de 3-0 a favor de los cántabros y marcaron Ortiz, Óscar y Gacituaga.
Dos meses más tarde volvieron a jugar contra Aragón en Zaragoza y en ambas ocasiones perdieron. Al año siguiente se enfrentaron a la Selección de fútbol de Asturias, ante la que perdieron en Santander y ganaron en Gijón. A finales de los años 1990 la Federación Cántabra de Fútbol se planteó recuperar su selección, aprovechando el parón navideño de las competiciones oficiales. De este modo, el 23 de diciembre de 1997, en El Sardinero, jugó el primer partido internacional de su historia ante Letonia. Dirigidos por Paco Gento, se impusieron por 3-0, con dos goles de Iñaki y uno de Munitis.
Tres años después, el 22 de diciembre de 2000, jugó ante Estonia su segundo partido internacional. En esta ocasión, el combinado de Gento, con la bajas por lesión de varios de sus futbolistas más destacados (Iván de la Peña, Pedro Munitis y José María Ceballos), sufrió una derrota por la mínima. El tercer encuentro internacional debía disputarse ante Macedonia en las Navidades de 2003. Sin embargo, pocos días antes, la Federación Cántabra de Fútbol anunció la suspensión del partido amparada en el bajo ritmo de venta de entradas.

## Selección española
En total, la selección de España ha disputado siete encuentros en Cantabria. El primer partido fue el 17 de abril de 1927, gracias al mecenazgo de Ramón Pelayo, Marqués de Valdecilla. Era el octavo encuentro disputado por la selección en España y se enfrentó a Suiza en los antiguos Campos de Sport, que tenían un aforo de 10 561 espectadores, ganando por 1 a 0 con gol de Óscar. Ya en el nuevo campo, los Campos de Sport de El Sardinero, se disputó el 27 de marzo de 1991 otro partido amistoso internacional ante Hungría, ante la que perdió por 2 a 4. El segundo partido en dicho campo fue en el debut del entrenador Javier Clemente, que ganó a Inglaterra por 1 a 0, el 9 de septiembre de 1992. Después, el 3 de junio de 1998, se disputó otro encuentro ante Irlanda del Norte, ganando por 4 a 1.
El único partido que no ha sido amistoso fue el celebrado el 9 de octubre de 2004 ante Bélgica, y que era clasificatorio para la Copa Mundial de fútbol de 2006. El partido se resolvió con dos goles de la selección española, que la pusieron como líder provisional del grupo, siendo finalmente 2.ª clasificada tras Serbia y Montenegro. Tras dicho partido, la selección volvió a Cantabria en dos ocasiones más, ante Canadá el 3 de septiembre de 2005 y ante Estados Unidos el 4 de junio de 2008. En ambos ganó España por un gol de diferencia. Además de los partidos disputados, la selección se concentró en varias ocasiones en la comunidad, siendo su principal destino Puente Viesgo.

## Otras divisiones

### Fútbol femenino
El club de fútbol femenino más importante de Cantabria es el Reocín Racing, que disputa en la temporada 2010/11 su primer año en la Superliga, la máxima categoría nacional, tras imponerse el año anterior en la fase de ascenso al Extremadura y al Oiartzun. Juega sus encuentros como local en el Municipal Pepín Cadelo de Puente San Miguel con el uniforme del Racing de Santander.

### Fútbol base
En la temporada 2010/11 existen ligas para benjamines, alevines, infantiles, cadetes y juveniles. En todas ellas hay 3 categorías, pero en la 3.ª difieren el número de grupos y de clubes que los componen. Los benjamines se distribuyen en un total de 123 clubes, los alevines en 94, los infantiles en 89, los cadetes en 74 y los juveniles en 83. Además de las 3 categorías comentadas, en juveniles existen otras dos en categoría nacional, la Liga Nacional Juvenil, compuesta íntegramente por equipos de la comunidad, y la División de Honor Juvenil, máxima categoría nacional en la que participan el Racing, el Atlético Perines, la Gimnástica y el Club Bansander.

## Personas destacadas

### Jugadores internacionales cántabros
A lo largo de su historia, Cantabria ha dado 27 jugadores internacionales a la selección absoluta de España. En los años 1920 Óscar Rodríguez López; en los años 1930 Domingo Germán Sáiz Villegas (Fede); en los años 1930 y 1940 Fernando García Lorenzo, Isaac Oceja Oceja, Germán Gómez Gómez y Alfonso Aparicio Gutiérrez; en los años 1950 y 1960, Marcos Alonso Imaz, Francisco Gento López, Enrique Pérez Díaz (Pachín), Vicente Miera Campos, Pedro Zaballa Barquín y Francisco Santamaría Mirones; en los años 1970 Francisco Javier Aguilar y Juan Carlos Pérez López; en los años 1970 y 1980, Carlos Alonso González (Santillana) y Francisco Javier López García; en los años 1980 Marcos Alonso Peña, Enrique Setién Solar y Juan Carlos Arteche Gómez; en los años 1990 Álvaro Cervera Díaz, José Emilio Amavisca Gárate y Vicente Engonga Maté; en los años 1990 y 2000 Iván Helguera Bujía y Pedro Munitis Álvarez; en los años 2000 Iván de la Peña; en los años 2010 Sergio Canales Madrazo y en los años 2020 Athenea del Castillo Beivide.
El primer cántabro que disputó una Copa Mundial de fútbol fue Fede en 1934. Después lo siguieron Gento en 1962 y 1966, Pachín en 1962, Santillana en 1978 y 1982 e Iván Helguera en 2002. Además de los internacionales absolutos, destacan como componentes del equipo nacional olímpico Pedro Camus en 1976, Marcos Alonso Peña en 1980, Vicente Miera (entrenador) y José Emilio Amavisca en 1992 (oro olímpico), Iván de la Peña en 1996 e Ismael Ruiz Salmón en 2000 (plata olímpica).

### Entrenadores
Muchos entrenadores de Cantabria han dirigido al Racing en Primera División a lo largo de sus carreras, como Laureano Ruiz, Quique Setién, Chuchi Cos, Marcos Alonso Peña, Manolo Preciado o Vicente Miera, y también otros han entrenado algún equipo de Primera División, como Balta Sánchez. Otros han dirigido alguna selección nacional, como Óscar Engonga, Quique Setién y Vicente Engonga a Guinea Ecuatorial, o lo han hecho en clubes extranjeros, como Ramón Cabrero, habitualmente en Argentina. Cabe destacar la medalla olímpica obtenida por Vicente Miera como seleccionador de fútbol en Barcelona 1992. Hay que mencionar la final de la Copa de Europa de clubs de Enrique Orizaola.

### Árbitros
Actualmente, no hay árbitros del Comité de Árbitros de Cantabria en Primera División.  En 2010 se retiró Alfonso Pérez Burrull, y en 2015 los hermanos Fernando y José Antonio Teixeira Vitienes. Además, antaño uno de los mejores colegiados españoles fue el cántabro Victoriano Sánchez Arminio. En Segunda División están los árbitros cántabros Arias López y Cordero Vega. El Comité de Árbitros, presidido por Emilio Fernández Terente, cuenta con unos 300 silbantes.